# Viola arsenica
Viola arsenica är en violväxtart som beskrevs av Günther von Mannagetta und Lërchenau Beck. Viola arsenica ingår i släktet violer, och familjen violväxter. Inga underarter finns listade i Catalogue of Life.